# أدريان هاسلر
أدريان هاسلر (بالألمانية: Adrian Hasler) هو اقتصادي وشخصية أعمال وسياسي ليختنشتاني، ولد في 11 فبراير 1964 في فادوتس في ليختنشتاين. نشط حزبياً في Progressive Citizens' Party ‏. وقد انتخب رئيس حكومة ليختنشتاين (27 مارس 2013 – ).

## وصلات خارجية
- أدريان هاسلر على موقع مونزينجر (الألمانية)